# Piero Dorazio
Piero Dorazio (Roma, 29 de junio de 1927 - Perugia, 17 de mayo de 2005) fue un pintor italiano, cuya obra se destaca por el uso del color, la abstracción lírica y otras formas de arte abstracto.

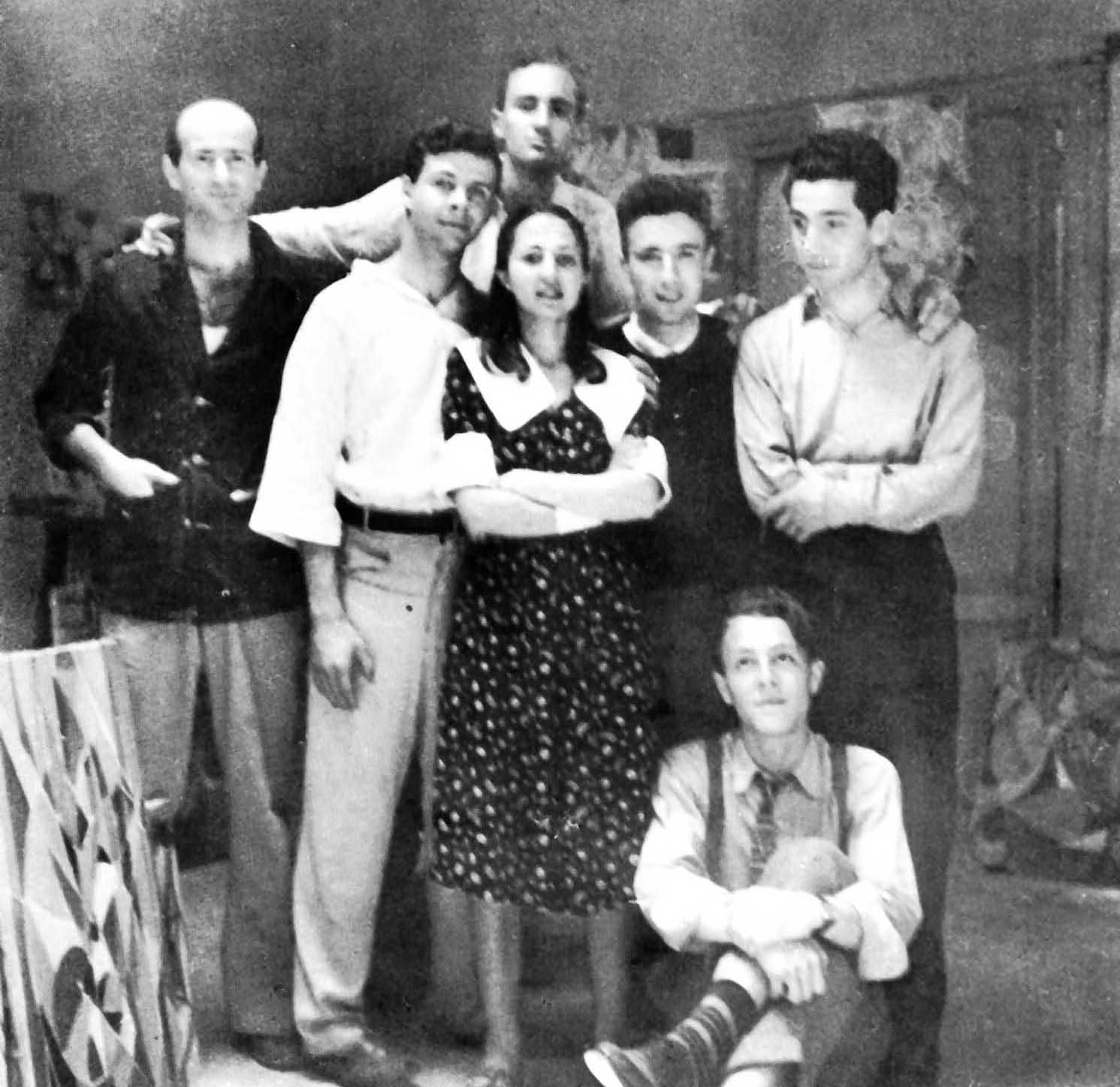
Artistas de Forma 1: Pietro Consagra, Mino Guerrini, Ugo Attardi, Carla Accardi, Achille Perilli, Antonio Sanfilippo, Giulio Turcato, y Piero Dorazio (sentado a los pies).

## Biografía
Dorazio nació en Roma.  Su padre era un empleado público, y a su madre le interesaba el arte y la historia. Dorazio concurrió a la escuela secundaria Julio Cesar en Roma.  Durante la Segunda Guerra Mundial, en 1943, la familia se refugóa en la provincia de Abruzzo, de donde eran oriundos. Después de la liberación de Italia y el final de la guerra, Dorazio trabajó por un corto periodo como traductor para el ejército Británico. Luego de la guerra, comenzó a estudiar arquitectura en la Universidad de Roma.
Influido por futuristas tales como Gino Severini, Antonio Corpora, Enrico Prampolini, y Giacomo Balla, se interesó por la pintura, pero su aversión a las tendencias de derecha de los mismos hizo que se aliniara con artistas afines con ideas de izquierda tales como Renato Guttuso. Junto con Pietro Consagra, Achille Perilli, y Giulio Turcato, en 1947 escribieron un manifiesto y crearon el grupo de arte abstracto Forma I. Aunque embuidos de ideas socialistas, el grupo no abogaba por el realismo social impulsado por Guttuso, sino que se sentía atraído por la abstracción propugnada por el movimiento Futurista.  En 1947, Dorazio ganó un premio y estipendio del gobierno de Francia para estudiar en la École des Beaux-Arts de París.
En 1950, Dorazio, junto con los artistas Mino Perilli y Guerrini, fundó la L'Age d'Or, una galería y librería dedicada al arte abstracto. En 1952, junto con Alberto Burri, Ettore Colla y otros, fundó Origine y editó la revista Arti Visive.  En 1953, en representación de Italia, por primera vez viajó a Estados Unidos para participar en el Seminario Internacional de verano en la Universidad de Harvard, Cambridge, MA. Ese otoño, se mudó a Nueva York donde permaneció durante 1954. En octubre, Dorazio realizó su primera exhibición individual en la Galería One-Wall de George Wittenborn.
En 1955, publicó "La Fantasia Dell-Arte Nella Vita Moderna," una reflexión sobre el arte Moderno en Italia. En este libro, el crítico Christopher Masters afirmaba que Dorazio promovió su idea, tal vez en un exceso de optimismo, de que "el arte abstracto puede cambiar el mundo... de la misma manera que la ciencia y la tecnología estaban echando abajo las barreras entre las diferentes culturas, de manera similar el nuevo 'estilo universal' conducirá a una 'civilización universal'.
En 1959 fue invitado a impartir clases en el programa de la Escuela de Graduados de Bellas Artes de la Escuela de Diseño de la Universidad de Pensilvania. Enseñó pintura en la escuela de graduados entre 1960-1969, un semestre anual, dividiendo su tiempo entre Estados Unidos e Italia. En 1970 regresó para establecerse en forma permanente en Roma. En 1974, mudó su estudio de Roma a la región de Umbría, cerca de Todi. Continuó pintando y exhibiendo hasta el 2004.
Su personalidad era "independiente y de decir las cosas de frente",  era lo "opuesto de lo políticamente correcto". Es especialmente conocido por sus pinturas caracterizadas por anchas franjas de color brillante y reticulados. Sus cuadros, aunque abstractos, no estaban exentos de detalle o complejidad. Su estilo se enmarca en lo que posteriormente Clement Greenberg denominó "Abstracción pospictórica".

## Recocimientos
En 1961 se le confierió el Premio Kandinski en París.

## Exhibiciones con sus obras

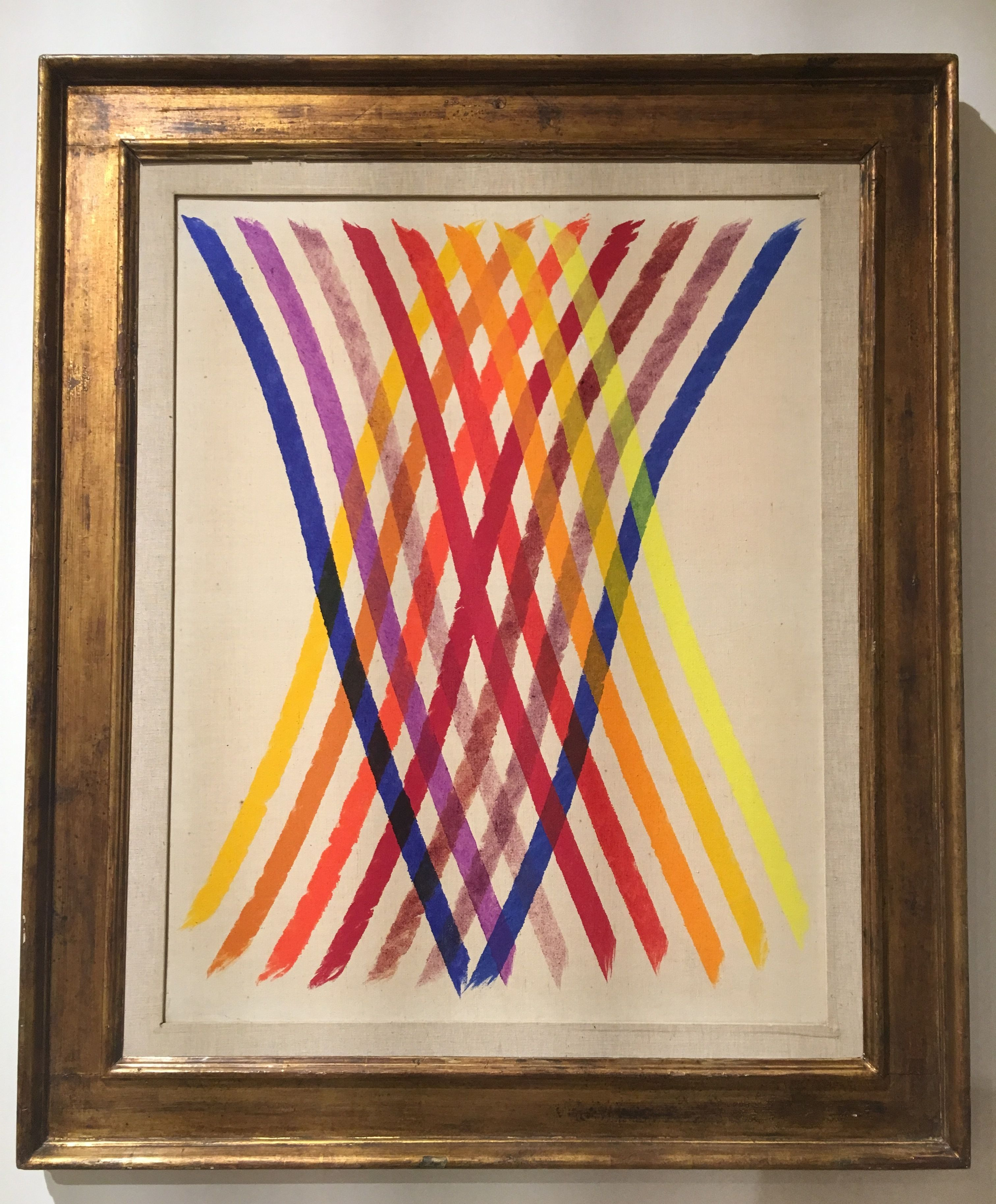
Ex Aequo, por Piero Dorazio.

Entre las exhibiciones en las que se han presentado obras de Dorazio se cuentan:
- 1952 Bienal de Venecia
- 1953 Galería Wittenborn One-Wall, Nueva York
- 1960 Bienal de Venecia
- 1965 "The Responsive Eye", Museo de Arte Moderno, Nueva York
- 1970 André Emmerich Gallery, Nueva York
- 1979 Retrospectiva, Musée d'Art Moderne de la Ville, París
- 1980 Galería de Arte Albright-Knox, Buffalo.
- 1990 Le Magasin, Grenoble
- 1991 Galleria d'Arte Moderna, Bologna